# Mazières

Mazières este o comună în departamentul Charente, Franța. În 1 ianuarie 2018 avea o populație de 104 de locuitori.